# Valeria Eisenbart

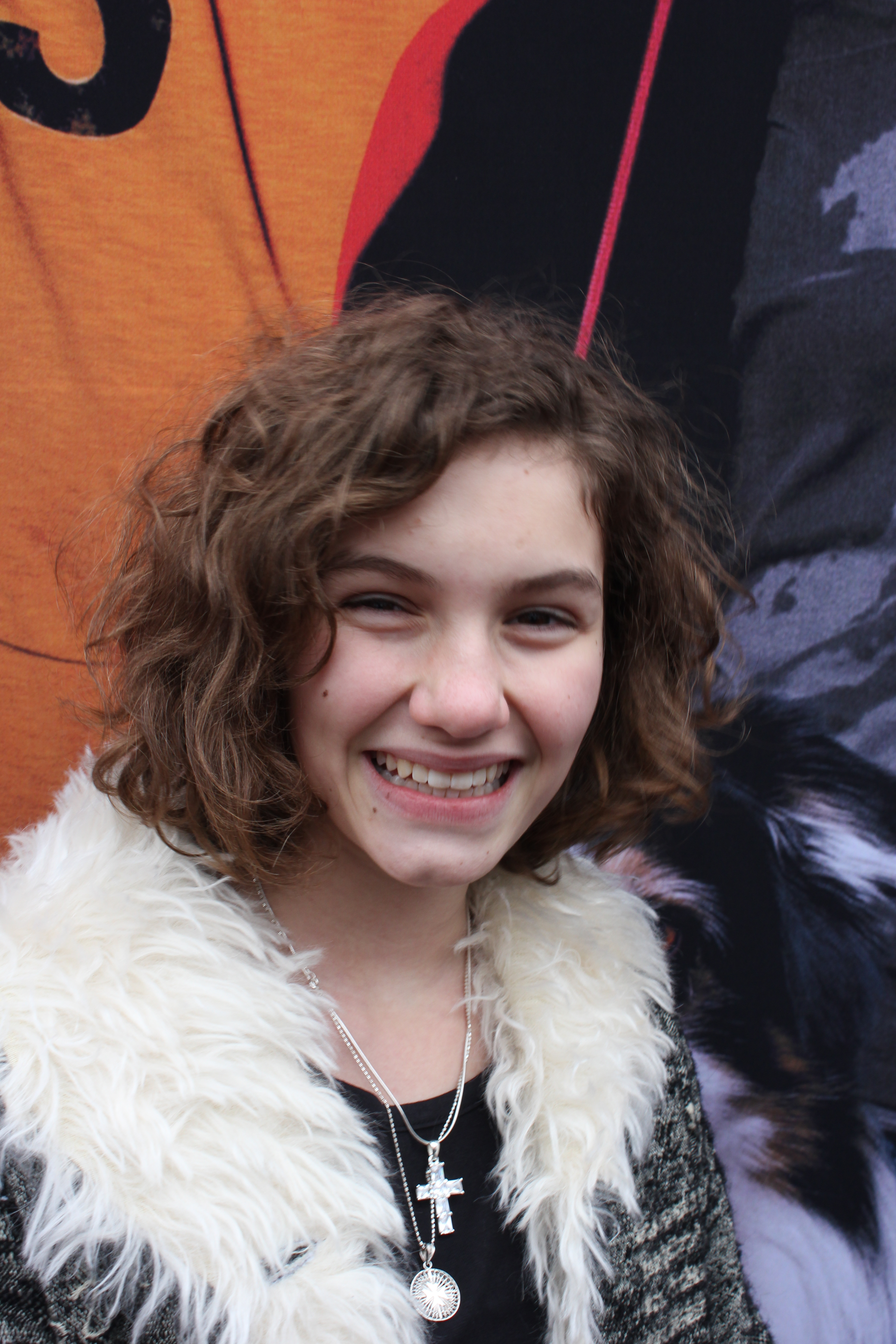
Valeria Eisenbart (2012)

Valeria Eisenbart (* 5. Oktober 1998 in Berlin) ist eine deutsche Schauspielerin, die besonders durch die ab 2012 erschienene Fünf Freunde-Filmreihe bekannt wurde.

## Leben
Valeria Eisenbart wurde 1998 als Tochter von Carsten Eisenbart und der Juristin Susanne Eisenbart geboren und wuchs in Berlin auf. 2007 absolvierte sie erfolgreich ein Casting für den Film Die Tür, in dem sie eine der Hauptrollen übernahm. Ende 2009 kam der Film in die deutschen Kinos. Im selben Jahr war sie im Kurzfilm Das Mädchen und der kleine Junge, dem Fernsehfilm Das Paradies am Ende der Welt, der für das ZDF produziert wurde, sowie in dem Kriminalfilm Nachtschicht – Wir sind die Polizei zu sehen.
2010 spielte sie eine Nebenrolle in der Literaturverfilmung Hier kommt Lola! und übernahm eine Rolle im Animationsfilm Das Sandmännchen – Abenteuer im Traumland, der auch einige Realfilm-Sequenzen enthält. Ende des Jahres 2011 erschien der Film Wickie auf großer Fahrt in den Kinos, in dem sie mit der Figur der Svenja eine der Hauptrollen verkörperte.
2012 war sie als George im Film Fünf Freunde zu sehen, der auf Enid Blytons gleichnamiger Buchreihe basiert. In der gleichen Rolle wirkte sie in den Fortsetzungen Fünf Freunde 2 (2013), Fünf Freunde 3 (2014) und Fünf Freunde 4 (2015) mit.

## Filmografie
- 2009: Die Tür

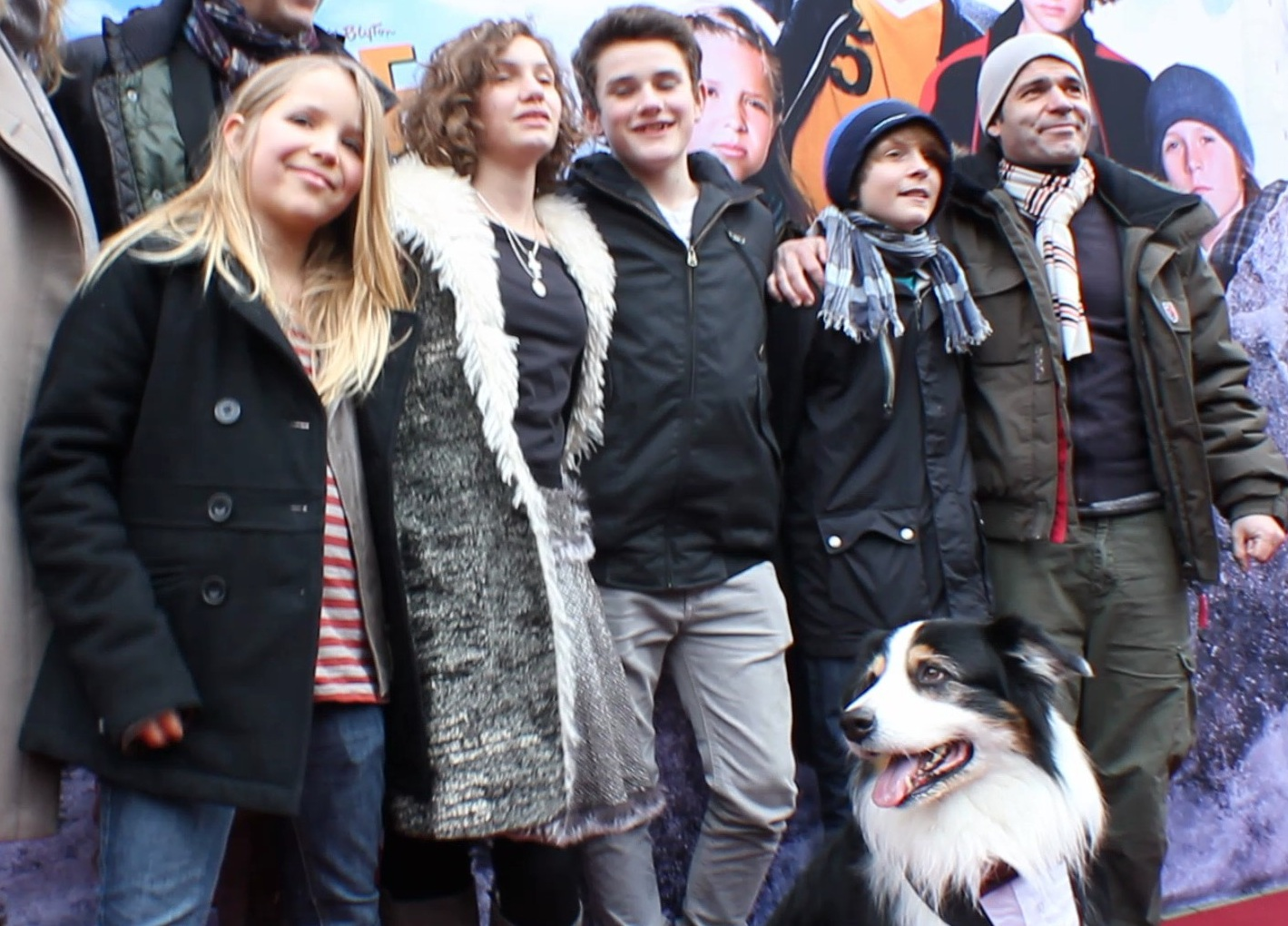
Valeria Eisenbart, 2. v.l., mit anderen Darstellern von Fünf Freunde 2012

- 2009: Emilie Richards – Das Paradies am Ende der Welt (Fernsehfilm)
- 2009: Das Mädchen und der kleine Junge (Kurzfilm)
- 2009: Nachtschicht – Wir sind die Polizei (Fernsehfilm)
- 2010: Morgen früh, wenn Gott will (Kurzfilm)
- 2010: Hier kommt Lola!
- 2010: Das Sandmännchen – Abenteuer im Traumland
- 2011: Wickie auf großer Fahrt
- 2012: Fünf Freunde
- 2013: Fünf Freunde 2
- 2014: Fünf Freunde 3
- 2015: Fünf Freunde 4
- 2015: Dr. Klein – Schein und Sein (Fernsehserie, Episode 2x05)
- 2016: Unter anderen Umständen – Das Versprechen (Fernsehreihe)
- 2016: Tatort: Wir – Ihr – Sie (Fernsehreihe)
- 2017: In aller Freundschaft – Die jungen Ärzte – Fassaden (Fernsehserie, Episode 2x40)
- 2017: Letzte Spur Berlin – Lügengespinst (Fernsehserie, Episode 6x8)
- 2017: Tod im Internat (Fernsehfilm)
- 2018: Löwenzahn – Tanzen – Der richtige Dreh (Fernsehserie)[5]
- 2019: Die Diplomatin – Böses Spiel
- 2019: Nord bei Nordwest – Frau Irmler (Fernsehreihe)
- 2020: Notruf Hafenkante – Lebensmüde (Fernsehserie)
- 2020: Nachtschwestern (Fernsehserie, eine Episode)